# Activiteitstracker

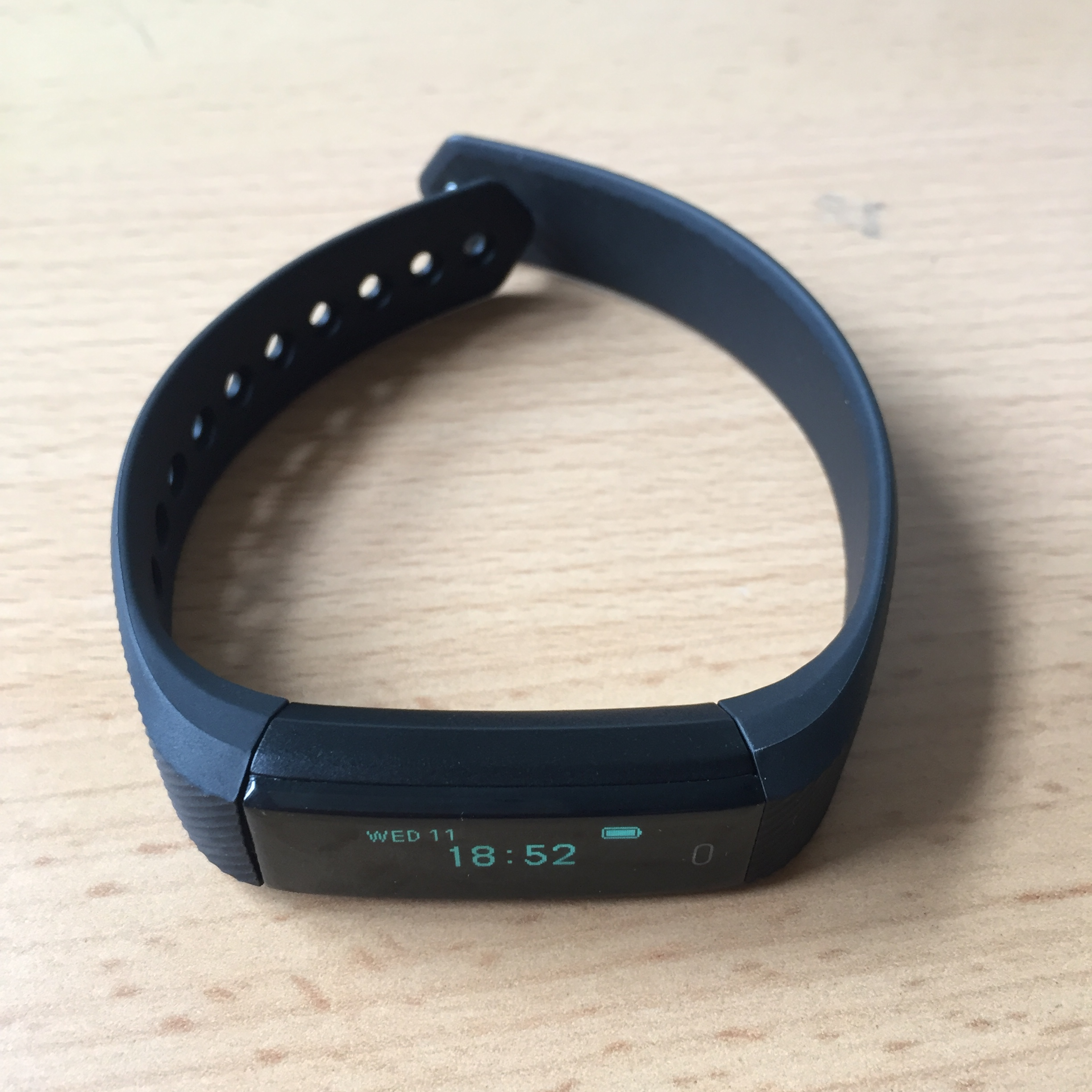
Een activiteitstracker.

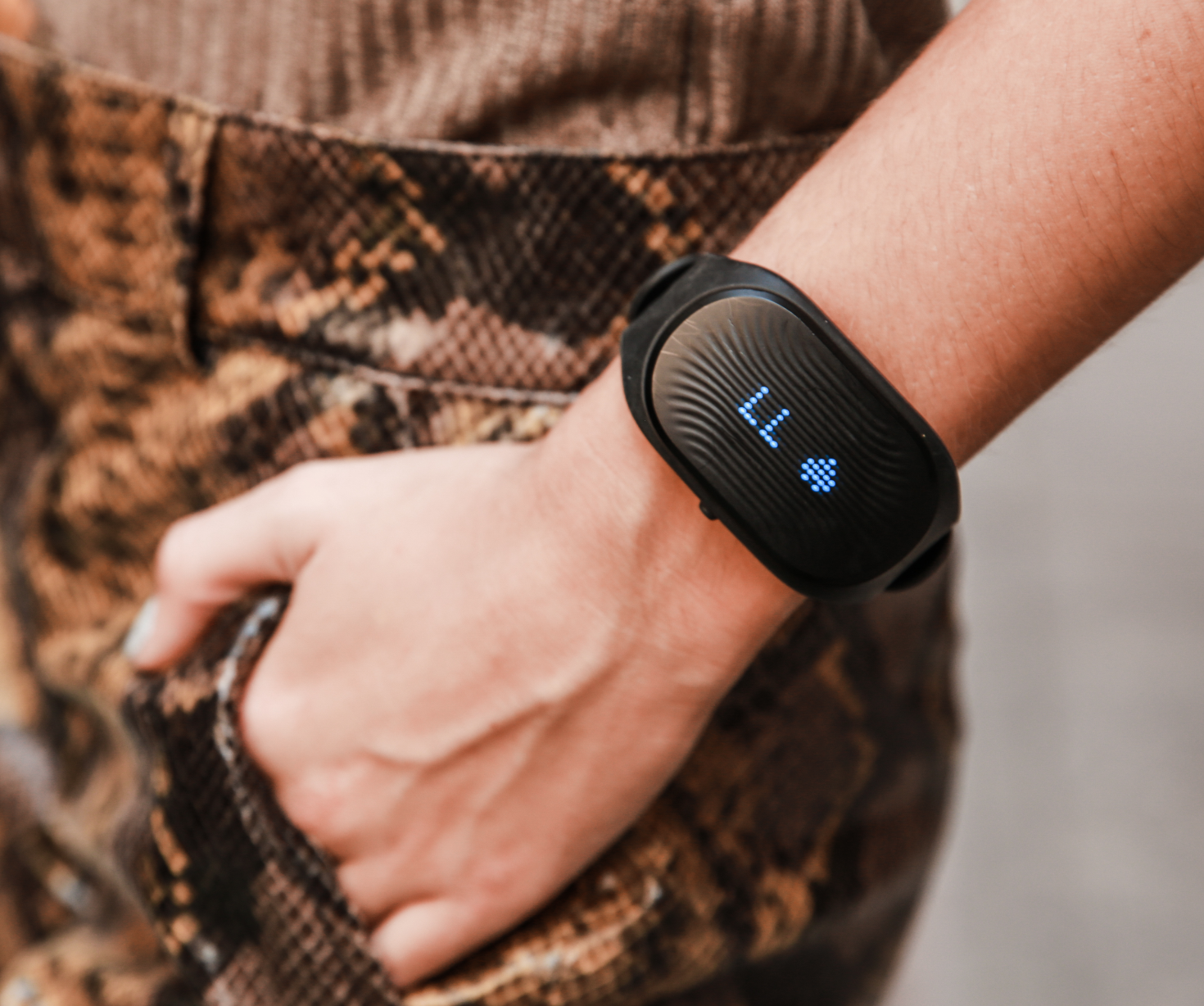
Meten van hartslag.

Een activiteitstracker, ook wel een fitnesstracker, is een compact elektronisch apparaat voor het meten en verwerken van fitness-gerelateerde informatie, zoals het aantal gelopen stappen, een gelopen afstand of hoeveelheid verbrande calorieën.

## Beschrijving
Een activiteitstracker is een type wearable en IoT-apparaat dat via een internetverbinding met andere apparaten of systemen in contact staat en daarmee gegevens uitwisselt.
Het principe van een activiteitstracker is niet nieuw. Eerdere voorbeelden van deze technologie uit het begin van de jaren negentig waren fietscomputers op horlogeformaat die snelheid, duur en afstand kunnen meten. Draagbare hartslagmeters voor sporters bestonden al in 1981, en ook aan het begin van de 21e eeuw waren stappentellers en fitnessmeters verkrijgbaar voor consumenten.
Activiteitstrackers meten hoofdzakelijk informatie over het menselijk lichaam, zoals bijvoorbeeld hartslag, aantal stappen, verbrande calorieën en tijd besteed aan sportoefeningen of beweging. In sommige uitvoeringen kan men ook een slaapcyclus meten. De apparaatjes slaan deze gegevens op en kunnen op elk tijdstip de voortgang en activiteit tonen op bijvoorbeeld het beeldscherm van een smartphone of laptop.
Terwijl eerdere versies zoals de originele Fitbit uit 2009 nog met een klem aan de taille werden bevestigd zijn de opties voor bevestiging aan het lichaam nu diverser. Activiteitstrackers zijn anno 2021 verkrijgbaar in de vorm van armbanden, clips en halskettingen en kunnen daarom op verschillende delen van het lichaam gedragen worden. In de regel kan de eigenlijke functionele eenheid van de armband of clip worden losgemaakt en in een andere houder worden gestoken. Dezelfde producten kunnen meestal zowel als clip of armband worden gedragen.
De prijs van een activiteitstracker is sterk afhankelijk van het merk en de uitrusting. Duurdere apparaten kosten soms meer dan 200 euro, terwijl instapmodellen beschikbaar zijn voor 20 tot 40 euro.

## Modellen
Een overzicht van enkele activiteitstrackers:
- Acer: Liquide Leap
- Basis (Intel): Basis Carbon Steel Edition
- Epson: Pulsense
- Fitbit: Flex, One, Zip, Alta, Charge 2, Blaze, Surge (de Fitbit Force heeft een terugroepactie)
- Fossil: Fossil Q
- Garmin: Vivofit, Vivofit 2, Vivosmart, Vivosmart HR
- Huawei: Talkband B1
- LG: Life Band Touch
- Medisana: Vifit connect
- Microsoft: Band
- Mio: Fuse
- Misfit Wearables: Misfit Shine, Flash, Ray
- Nike: Nike+ FuelBand en Nike+ FuelBand SE
- Nudge: een mobiele app voor het tonen van overzichten
- Polar Electro: Polar Loop
- Runtastic: OrbitMoment, Runtastic Moment
- Samsung: Gear Fit
- Skagen Designs: SKA 1200
- Sony: SmartBand SWR10, Sony SmartBand Talk SWR30
- TomTom: Touch Cardio + Body Composition
- Xiaomi: Mi Band